# Aramil
Aramil (rusky Арами́ль) je město v Sverdlovské oblasti v Ruské federaci. Při sčítání lidu v roce 2010 mělo přes čtrnáct tisíc obyvatel.

## Poloha a doprava
Aramil leží na východním okraji Středního Uralu na Iseti, přítoku Tobolu v povodí Obu. Od Jekatěrinburgu, správního střediska oblasti, je vzdálena přibližně 25 kilometrů jihovýchodně, tedy z druhé strany letiště Kolcovo.
Od roku 1933 vede přes Aramil železniční trať z Jekatěrinburgu do Kurganu.

## Dějiny
Aramil byla založena v roce 1675 jako obchodní středisko při ústí stejnojmenné říčky do Iseti. Městem je od roku 1966.